# Cúp bóng đá nữ châu Á 2026
Cúp bóng đá nữ châu Á 2026 (tiếng Anh: 2026 AFC Women's Asian Cup) là mùa giải lần thứ 21 của Cúp bóng đá nữ châu Á. Giải đấu được diễn ra tại Úc từ ngày 1 tháng 3 đến ngày 21 tháng 3 năm 2026.
Giải đấu là vòng loại cuối cùng của Giải vô địch bóng đá nữ thế giới 2027 khu vực châu Á. Có sáu đội giành quyền tham dự Giải vô địch bóng đá thế giới nếu vượt qua được vòng loại trực tiếp (bao gồm vòng play-off tranh hạng năm hoặc có thể là hạng sáu) và gồm hai đội tham dự vòng play-off liên khu vực để tranh vé dự World Cup nữ 2027 tại Brasil. Đây sẽ là lần cuối cùng giải đấu được liên kết với vòng loại của Giải vô địch bóng đá nữ thế giới, vì vòng loại độc lập cho Giải vô địch bóng đá nữ thế giới sẽ được tổ chức bắt đầu từ năm 2031 trở đi. Lần đầu tiên, giải đấu cũng sẽ đóng vai trò là vòng loại áp chót của vòng loại khu vực châu Á cho Thế vận hội Mùa hè 2028 tại Los Angeles, với tất cả tám đội vào tứ kết đều đủ điều kiện tham dự Vòng loại Olympic bóng đá nữ AFC 2028.
Trung Quốc là đương kim vô địch của giải.

## Lựa chọn chủ nhà
Bốn quốc gia sau đây đã nộp đơn xin đăng cai giải đấu trước thời hạn chót là ngày 31 tháng 7 năm 2022.
- Úc - Úc đã nộp đơn xin đăng cai giải đấu vào ngày 31 tháng 7.[2] Trước đó, quốc gia này đã đăng cai Cúp bóng đá nữ châu Á 2006, nơi họ giành ngôi Á quân. Úc cũng đã đăng cai Giải vô địch bóng đá nữ thế giới 2023 cùng với New Zealand, đây là Giải vô địch bóng đá nữ thế giới đầu tiên do hai quốc gia đăng cai. Quốc gia này cũng đã đăng cai Cúp bóng đá nam châu Á 2015.
- Jordan - Jordan trước đây đã đăng cai Cúp bóng đá nữ châu Á 2018, nơi họ đứng cuối vòng bảng. Jordan cũng đã đăng cai Giải vô địch bóng đá nữ U-17 thế giới 2016 , lần đầu tiên được tổ chức tại một quốc gia Ả Rập.
- Ả Râp Xê Út - Vào ngày 21 tháng 4 năm 2022, Ả Rập Xê Út đã nộp đơn xin đăng cai giải đấu.[2] Ả Rập Xê Út chưa bao giờ tổ chức bất kỳ giải bóng đá nữ lớn nào, mặc dù nước này đã tổ chức Cúp Liên đoàn các châu lục nam từ năm 1992 đến năm 1997 và sẽ tổ chức Cúp bóng đá châu Á nam vào năm 2027.[3] Vào ngày 2 tháng 12, Ả Rập Xê Út đã nộp đơn xin đăng cai giải đấu năm 2026.[4] Ngày 23 tháng 2 năm 2024, Ả Rập Xê Út đã rút đơn xin đăng cai.[5] Việc Ả Rập Xê Út đăng cai giải đấu bất chấp tình trạng nữ quyền ở quốc gia này gây tranh cãi, thậm chí có những lời cáo buộc việc Ả Rập Xê Út đăng cai giải đấu này để cải thiện hình ảnh quốc gia bằng cách "sportswashing".[a][3]

- Uzbekistan - Quốc gia Trung Á này đã nộp đơn xin đăng cai vào ngày 21 tháng 4 năm 2022. Quốc gia này chưa từng tổ chức một giải đấu bóng đá nữ lớn nào trước đây, mặc dù đã tham dự Cúp bóng đá nữ châu Á năm lần. Quốc gia này đã tổ chức nhiều cuộc thi dành cho thanh thiếu niên nam, chẳng hạn như Giải vô địch bóng đá U-16 châu Á 2008 và 2010, Cúp bóng đá U-23 châu Á 2022 và Cúp bóng đá U-20 châu Á 2023. Vào ngày 23 tháng 2 năm 2024, Uzbekistan đã rút đơn xin đăng cai.[5] Cuối cùng, AFC đã trao cho Uzbekistan quyền đăng cai Cúp bóng đá nữ châu Á 2029 với tư cách là đơn vị đấu thầu duy nhất.[6]

Úc được công bố là chủ nhà vào ngày 15 tháng 3 năm 2024 sau khi Jordan, Ả Rập Xê Út và Uzbekistan rút lui.
1. ↑  "Sportswashing" là một thuật ngữ để mô tả việc sử dụng thể thao để tẩy trắng hình ảnh, đánh bóng tên tuổi, cải thiện danh tiếng, hình ảnh và làm tấm bình phong che đậy các vấn đề thực sự mà những quốc gia hay tổ chức đó mắc phải

## Vòng loại
Chủ nhà Úc và ba đội có thành tích tốt nhất ở giải đấu năm 2022 tự động vượt qua vòng loại.

Giành quyền tham dự vòng chung kết
Không vượt qua vòng loại
Không tham dự
Quốc gia không có đội tuyển bóng đá nữ hoặc không phải là thành viên FIFA

### Các đội tuyển tham dự
Các đội tuyển dưới đây đã giành quyền tham dự giải đấu:

| Đội tuyển         | Tư cách tham dự | Ngày giành quyền tham dự | Tổng số lần tham dự vòng chung kết | Lần tham dự gần nhất | Thành tích tốt nhất                                            | Xếp hạng FIFA tháng 6 năm 2025 |
| ----------------- | --------------- | ------------------------ | ---------------------------------- | -------------------- | -------------------------------------------------------------- | ------------------------------ |
| Úc                | Chủ nhà         | 15 tháng 5 năm 2024      | 7 lần                              | 2022                 | Vô địch (2010)                                                 | 15                             |
| Trung Quốc        | Vô địch 2022    | 18 tháng 12 năm 2024     | 16 lần                             | 2022                 | Vô địch (1986, 1989, 1991, 1993, 1995, 1997, 1999, 2006, 2022) | 17                             |
| Hàn Quốc          | Á quân 2022     | 18 tháng 12 năm 2024     | 14 lần                             | 2022                 | Á quân (2022)                                                  | 21                             |
| Nhật Bản          | Hạng ba 2022    | 18 tháng 12 năm 2024     | 18 lần                             | 2022                 | Vô địch (2014, 2018)                                           | 7                              |
| Bangladesh        | Nhất bảng C     | 2 tháng 7 năm 2025       | 1 lần                              | —                    | Lần đầu tham dự                                                | 128                            |
| Philippines       | Nhất bảng G     | 5 tháng 7 năm 2025       | 11 lần                             | 2022                 | Bán kết (2022)                                                 | 41                             |
| Việt Nam          | Nhất bảng E     | 5 tháng 7 năm 2025       | 10 lần                             | 2022                 | Hạng 6 (2014, 2022)                                            | 37                             |
| Ấn Độ             | Nhất bảng B     | 5 tháng 7 năm 2025       | 10 lần                             | 2022                 | Á quân (1980, 1983)                                            | 70                             |
| Đài Bắc Trung Hoa | Nhất bảng D     | 5 tháng 7 năm 2025       | 15 lần                             | 2022                 | Vô địch (1977, 1980, 1981)                                     | 42                             |
| CHDCND Triều Tiên | Nhất bảng H     | 5 tháng 7 năm 2025       | 11 lần                             | 2010                 | Vô địch (2001, 2003, 2008)                                     | 9                              |
| Uzbekistan        | Nhất bảng F     | 5 tháng 7 năm 2025       | 6 lần                              | 2003                 | Vòng bảng (1995, 1997, 1999, 2001, 2003)                       | 51                             |
| Iran              | Nhất bảng A     | 19 tháng 7 năm 2025      | 2 lần                              | 2022                 | Vòng bảng (2022)                                               | 68                             |

## Địa điểm
Cúp bóng đá nữ châu Á 2026 sẽ được tổ chức tại ba tiểu bang trên khắp Úc gồm New South Wales, Queensland và Tây Úc. AFC xác nhận năm sân vận động được chọn đăng cai vào ngày 12 tháng 11 năm 2024.
Vào ngày 27 tháng 2 năm 2025, một năm trước khi giải đấu bắt đầu, Liên đoàn bóng đá Úc đã xác nhận trận khai mạc sẽ được tổ chức tại Sân vận động Perth và trận chung kết sẽ được tổ chức tại Sân vận động Australia.
| Úc                    | Sydney                      | Gold Coast          | Perth                          |
| --------------------- | --------------------------- | ------------------- | ------------------------------ |
| PerthGold CoastSydney | Sân vận động Australia      | Sân vận động Robina | Sân vận động Perth Rectangular |
| PerthGold CoastSydney | Sức chứa: 82,000            | Sức chứa: 27,690    | Sức chứa: 20,500               |
| PerthGold CoastSydney |                             |                     |                                |
| PerthGold CoastSydney | Sân vận động Western Sydney |                     | Sân vận động Perth             |
| PerthGold CoastSydney | Sức chứa: 30,000            | Sức chứa: 65,000    |                                |
| PerthGold CoastSydney |                             |                     |                                |

## Bốc thăm
Lễ bốc thăm chia bảng dự kiến sẽ được tổ chức tại Tòa thị chính Sydney tại Sydney, Úc vào ngày 29 tháng 7 năm 2025.
Lần đầu tiên trong lịch sử giải đấu, việc xếp hạt giống sẽ dựa trên Bảng xếp hạng bóng đá nữ thế giới FIFA mới nhất tại thời điểm bốc thăm. Trước đây, các đội được xếp hạt giống theo thành tích của họ trong giải đấu chung kết trước đó và bảng xếp hạng vòng loại.
| Nhóm 1                                                            | Nhóm 2                                               | Nhóm 3                                                           | Nhóm 4                                         |
| ----------------------------------------------------------------- | ---------------------------------------------------- | ---------------------------------------------------------------- | ---------------------------------------------- |
| 1. Úc (15) (chủ nhà; A1) 2. Nhật Bản (7) 3. CHDCND Triều Tiên (9) | 1. Trung Quốc (17) 2. Hàn Quốc (21) 3. Việt Nam (37) | 1. Philippines (41) 2. Đài Bắc Trung Hoa (42) 3. Uzbekistan (51) | 1. Iran (68) 2. Ấn Độ (70) 3. Bangladesh (128) |

## Vòng bảng
Hai đội đầu mỗi bảng và 2 đội xếp thứ ba có thành tích tốt nhất giành quyền vào tứ kết.

### Các tiêu chí
Các đội được xếp hạng theo điểm (ba điểm cho một trận thắng, một điểm cho một trận hòa, không có điểm nào cho một trận thua), và nếu hòa về điểm, các tiêu chí hòa sau sẽ được áp dụng, theo thứ tự, để xác định thứ hạng:
1. Điểm trong các trận đối đầu giữa các đội hòa nhau;
2. Hiệu số bàn thắng bại trong các trận đối đầu giữa các đội bằng điểm;
3. Bàn thắng ghi được trong các trận đối đầu giữa các đội bằng điểm;
4. Nếu có nhiều hơn hai đội bằng điểm và sau khi áp dụng tất cả các tiêu chí đối đầu ở trên, một nhóm các đội vẫn bằng điểm, tất cả các tiêu chí đối đầu ở trên sẽ được áp dụng lại riêng cho nhóm này;
5. Hiệu số bàn thắng bại trong tất cả các trận đấu vòng bảng;
6. Bàn thắng được ghi trong tất cả các trận đấu vòng bảng;
7. Đá luân lưu nếu chỉ có hai đội bằng điểm và gặp nhau ở lượt trận cuối cùng của vòng bảng;
8. Điểm kỷ luật (thẻ vàng = 1 điểm, thẻ đỏ gián tiếp = 3 điểm, thẻ đỏ trực tiếp = 3 điểm, thẻ vàng + thẻ đỏ trực tiếp = 4 điểm), đội có nhiều điểm hơn sẽ xếp thấp hơn;
9. Bốc thăm.

Tất cả thời gian theo giờ địa phương: ASWT (UTC+8), AEST (UTC+10) và DST (UTC+11).

### Bảng A
| VT | Đội    | ST | T | H | B | BT | BB | HS | Đ | Giành quyền tham dự     |
| -- | ------ | -- | - | - | - | -- | -- | -- | - | ----------------------- |
| 1  | Úc (H) | 0  | 0 | 0 | 0 | 0  | 0  | 0  | 0 | Vòng đấu loại trực tiếp |
| 2  | A2     | 0  | 0 | 0 | 0 | 0  | 0  | 0  | 0 | Vòng đấu loại trực tiếp |
| 3  | A3     | 0  | 0 | 0 | 0 | 0  | 0  | 0  | 0 |                         |
| 4  | A4     | 0  | 0 | 0 | 0 | 0  | 0  | 0  | 0 |                         |

| Úc | v | A4 |
| -- | - | -- |
|    |   |    |

| A2 | v | A3 |
| -- | - | -- |
|    |   |    |

| A3 | v | Úc |
| -- | - | -- |
|    |   |    |

| A4 | v | A2 |
| -- | - | -- |
|    |   |    |

| Úc | v | A2 |
| -- | - | -- |
|    |   |    |

| A3 | v | A4 |
| -- | - | -- |
|    |   |    |

### Bảng B
| VT | Đội | ST | T | H | B | BT | BB | HS | Đ | Giành quyền tham dự     |
| -- | --- | -- | - | - | - | -- | -- | -- | - | ----------------------- |
| 1  | B1  | 0  | 0 | 0 | 0 | 0  | 0  | 0  | 0 | Vòng đấu loại trực tiếp |
| 2  | B2  | 0  | 0 | 0 | 0 | 0  | 0  | 0  | 0 | Vòng đấu loại trực tiếp |
| 3  | B3  | 0  | 0 | 0 | 0 | 0  | 0  | 0  | 0 |                         |
| 4  | B4  | 0  | 0 | 0 | 0 | 0  | 0  | 0  | 0 |                         |

| B2 | v | B3 |
| -- | - | -- |
|    |   |    |

| B1 | v | B4 |
| -- | - | -- |
|    |   |    |

| B4 | v | B2 |
| -- | - | -- |
|    |   |    |

| B3 | v | B1 |
| -- | - | -- |
|    |   |    |

| B1 | v | B2 |
| -- | - | -- |
|    |   |    |

| B3 | v | B4 |
| -- | - | -- |
|    |   |    |

### Bảng C
| VT | Đội | ST | T | H | B | BT | BB | HS | Đ | Giành quyền tham dự     |
| -- | --- | -- | - | - | - | -- | -- | -- | - | ----------------------- |
| 1  | C1  | 0  | 0 | 0 | 0 | 0  | 0  | 0  | 0 | Vòng đấu loại trực tiếp |
| 2  | C2  | 0  | 0 | 0 | 0 | 0  | 0  | 0  | 0 | Vòng đấu loại trực tiếp |
| 3  | C3  | 0  | 0 | 0 | 0 | 0  | 0  | 0  | 0 |                         |
| 4  | C4  | 0  | 0 | 0 | 0 | 0  | 0  | 0  | 0 |                         |

| C2 | v | C3 |
| -- | - | -- |
|    |   |    |

| C1 | v | C4 |
| -- | - | -- |
|    |   |    |

| C4 | v | C2 |
| -- | - | -- |
|    |   |    |

| C3 | v | C1 |
| -- | - | -- |
|    |   |    |

| C1 | v | C2 |
| -- | - | -- |
|    |   |    |

| C3 | v | C4 |
| -- | - | -- |
|    |   |    |

### Xếp hạng các đội đứng thứ ba
Hai đội có thành tích tốt nhất sẽ giành quyền vào tứ kết.

| VT | Bg | Đội | ST | T | H | B | BT | BB | HS | Đ | Giành quyền tham dự     |
| -- | -- | --- | -- | - | - | - | -- | -- | -- | - | ----------------------- |
| 1  | A  | A3  | 0  | 0 | 0 | 0 | 0  | 0  | 0  | 0 | Vòng đấu loại trực tiếp |
| 2  | B  | B3  | 0  | 0 | 0 | 0 | 0  | 0  | 0  | 0 | Vòng đấu loại trực tiếp |
| 3  | C  | C3  | 0  | 0 | 0 | 0 | 0  | 0  | 0  | 0 |                         |

## Vòng đấu loại trực tiếp
Trong vòng đấu loại trực tiếp, hiệp phụ và loạt sút luân lưu được sử dụng để quyết định đội thắng nếu cần thiết. Nếu trận đấu bước vào hiệp phụ, sự thay đổi người thứ 4 được phép sử dụng.

### Sơ đồ
|  | Tứ kết                       | Tứ kết          |                              |  | Bán kết | Bán kết |  |  | Chung kết | Chung kết |
|  |                              |                 |                              |  |         |         |  |  |           |           |
|  | 14 tháng 3 năm 2026 – Sydney |                 |                              |  |         |         |  |  |           |           |
|  |                              |                 |                              |  |         |         |  |  |           |           |
|  | Nhất bảng A                  |                 |                              |  |         |         |  |  |           |           |
|  | 18 tháng 3 năm 2026 – Sydney |                 |                              |  |         |         |  |  |           |           |
|  | Hạng ba bảng B/C             |                 |                              |  |         |         |  |  |           |           |
|  | Thắng tứ kết 1               |                 |                              |  |         |         |  |  |           |           |
|  | 15 tháng 3 năm 2026 – Sydney |                 |                              |  |         |         |  |  |           |           |
|  |                              | Thắng tứ kết 3  |                              |  |         |         |  |  |           |           |
|  | Nhất bảng C                  |                 |                              |  |         |         |  |  |           |           |
|  |                              |                 | 21 tháng 3 năm 2026 – Sydney |  |         |         |  |  |           |           |
|  | Hạng ba bảng A/B             |                 |                              |  |         |         |  |  |           |           |
|  | Thắng bán kết 1              |                 |                              |  |         |         |  |  |           |           |
|  | 14 tháng 3 năm 2026 – Perth  |                 |                              |  |         |         |  |  |           |           |
|  |                              | Thắng bán kết 2 |                              |  |         |         |  |  |           |           |
|  | Nhất bảng B                  |                 |                              |  |         |         |  |  |           |           |
|  | 17 tháng 3 năm 2026 – Perth  |                 |                              |  |         |         |  |  |           |           |
|  | Nhì bảng C                   |                 |                              |  |         |         |  |  |           |           |
|  | Thắng tứ kết 2               |                 |                              |  |         |         |  |  |           |           |
|  | 13 tháng 3 năm 2026 – Perth  |                 |                              |  |         |         |  |  |           |           |
|  |                              | Thắng tứ kết 4  |                              |  |         |         |  |  |           |           |
|  | Nhì bảng A                   |                 |                              |  |         |         |  |  |           |           |
|  |                              |                 |                              |  |         |         |  |  |           |           |
|  | Nhì bảng B                   |                 |                              |  |         |         |  |  |           |           |
|  |                              |                 |                              |  |         |         |  |  |           |           |

### Tứ kết
4 đội thắng giành vé dự Giải vô địch bóng đá nữ thế giới 2027. 4 đội còn lại chuyển xuống vòng play-off.
| Nhì bảng A | v | Nhì bảng B |
| ---------- | - | ---------- |
|            |   |            |

| Nhất bảng A | v | Hạng ba bảng B/C |
| ----------- | - | ---------------- |
|             |   |                  |

| Nhất bảng B | v | Nhì bảng C |
| ----------- | - | ---------- |
|             |   |            |

| Nhất bảng C | v | Hạng ba bảng A/B |
| ----------- | - | ---------------- |
|             |   |                  |

### Bán kết
| Thắng tứ kết 2 | v | Thắng tứ kết 4 |
| -------------- | - | -------------- |
|                |   |                |

| Thắng tứ kết 1 | v | Thắng tứ kết 3 |
| -------------- | - | -------------- |
|                |   |                |

### Chung kết
| Thắng bán kết 1 | v | Thắng bán kết 2 |
| --------------- | - | --------------- |
|                 |   |                 |

## Play-off
Hai đội thắng hai trận đấu playoff giữa 4 đội thua ở tứ kết sẽ có suất trực tiếp và 2 đội còn lại sẽ tham dự vòng play-off liên lục địa để giành vé vào vòng chung kết World Cup nữ 2027.
|  | v |  |
|  | - |  |
|  |   |  |

|  | v |  |
|  | - |  |
|  |   |  |

## Những đội đủ điều kiện tham dự Giải vô địch bóng đá nữ thế giới 2027
Sáu đội bóng của châu Á giành quyền đến Giải vô địch bóng đá nữ thế giới 2027. Hai đội nữa có thể đủ điều kiện thông qua vòng play-off liên lục địa.
| Đội bóng | Ngày vượt qua vòng loại  | Thành tích tại các Giải vô địch bóng đá nữ thế giới lần trước từng tham dự |
| -------- | ------------------------ | -------------------------------------------------------------------------- |
| TBD      | Ngày 13 tháng 3 năm 2026 |                                                                            |
| TBD      | Ngày 14 tháng 3 năm 2026 |                                                                            |
| TBD      | Ngày 14 tháng 3 năm 2026 |                                                                            |
| TBD      | Ngày 15 tháng 3 năm 2026 |                                                                            |
| TBD      | Ngày 19 tháng 3 năm 2026 |                                                                            |
| TBD      | Ngày 19 tháng 3 năm 2026 |                                                                            |

### Vòng play-off liên lục địa
Sẽ có hai đội giành suất của Liên đoàn bóng đá châu Á.
| Đội bóng | Ngày vượt qua vòng loại  |
| -------- | ------------------------ |
| TBD      | Ngày 19 tháng 3 năm 2026 |
| TBD      | Ngày 19 tháng 3 năm 2026 |